# Peni Matawalu
Pas d'image ? Cliquez ici

a Compétitions nationales et continentales officielles uniquement.

b Matchs officiels uniquement.
Dernière mise à jour le 14 février 2025.
Peni Matawalu, né le 8 juillet 1997, est un joueur international fidjien de rugby à XV évoluant au poste de demi de mêlée, avec les Fijian Drua en Super Rugby.
Son frère ainé Nikola Matawalu est également joueur international fidjien de rugby à XV.

## Biographie

### Carrière en club
En 2018, il rejoint l'équipe fidjienne des Fijian Drua, qui dispute le championnat australien du NRC, totalisant cinq apparitions cette saison. Il marque son premier essai en NRC en 2019. En 2022, il est intégré dans l'effectif des Fijian Drua pour la saison 2022 de Super Rugby. 

### En équipe nationale
Peni Matawalu représente l'équipe des Fidji des moins de 20 ans et les Fidji Warriors. Il est appelé pour la première fois avec l'équipe des Fidji sénior en 2020 pour une tournée en Europe.
Le demi de mêlée obtient sa première cape internationale avec les Flying Fijians en 2022 contre les Tonga lors de la Coupe des nations du Pacifique.
Il marque son premier essai international en juillet 2023 contre les Tonga, pourtant entré seulement à la 77e minute. En août suivant, il est retenu dans le groupe de 33 joueurs sélectionnés pour participer à la Coupe du monde en France. Durant le Mondial, il dispute une seule rencontre, entrant dans les cinq dernières minutes contre le Portugal en phase de poule.

### Vie personnelle
En dehors du rugby, il a été surveillant de prison.
Il est le frère cadet de Nikola Matawalu, lui aussi international fidjien et demi de mêlée.

## Statistiques en équipe nationale
- 7 sélections avec les Fidji, dont aucune en tant que titulaire[4].
- 1 essai (5 points).
- Participation à la Coupe du monde 2023 (1 match).

## Palmarès
- Vainqueur du National Rugby Championship en 2018 avec les Fijian Drua.